# 帕拉·罗布次仁
帕拉·罗布次仁（1945年—）藏族，西藏江孜人，中华人民共和国农民、政治人物。

## 生平
罗布次仁是贵族帕拉·扎西旺久与帕拉庄园（位于江孜县班久伦布村）女管家拉珍同居生下的次子，一直在江孜县江热乡班久伦布村务农。帕拉家族有31个庄园、12个牧场、7000多头牛羊、3000多个农奴。帕拉庄园位于江孜县，三层楼东西南三面环绕有二层楼，为管家之类人等住所。东面第一间据说便是当年拉珍的居所。拉珍后来被扎西旺久安排与庄园的管家结婚，与管家生4个孩子，拉珍在1991年去世。
扎西旺久在帕拉庄园外为拉珍一家盖了房子，有3个房间。1970年代，罗布次仁又盖5间新房。1986年，罗布次仁搬出了帕拉庄园。在庄园围墙外不到10米处，罗布次仁盖起二层楼，邻居是帕拉家族原来的农奴们。罗布次仁是江孜县政协常委、日喀则地区（2014年改为日喀则市）政协委员，到2011年已在政协任职20多年，提过不少议案，涉及农村道路、农资产品质量、桥梁建设等，基本都获得解决。
帕拉·罗布次仁是2008年班久伦布村安居工程的受益者之一，领取了政府发放的1.2万元建房补助金，建设新房。帕拉·罗布次仁已是三世同堂。他们一家有30亩地，主要种粮食，还种大蒜、玉米等作物。2008年时，除预留口粮外，一年粮食收入8000余元人民币。2002年，他家在日喀则地区农发项目支持下，领到8头奶牛，以2008年时每斤酥油28元人民币的价格计算，一年酥油和奶渣收入9000余元人民币。2000年代，班久伦布村的水、电、路都已通，包括罗布次仁在内的村民家都有了洗衣机、冰箱等家用电器，自家温室产的蔬菜可以自给。
罗布次仁还是江孜县“养牛专业户”、“江孜县农牧民旅游示范户”。罗布次仁有两个孩子，一个当司机，另一个在江孜县城当裁缝。2011年时，罗布次仁夫妇正和小孙子住在农村家中，罗布次仁偶尔还带游客到已经变成博物馆的帕拉庄园走走。2011年罗布次仁说：“来旅游的有不少外国人，但最多的还是国内的客人。尤其是这几年国内客人增加很快，有的每年都来一次，去年我光旅游这块就赚了4000多元。”